# Campeonato Uruguaio de Futebol de 2023 – Segunda Divisão
A Segunda División Profesional de 2023 é a 84.ª edição da Segunda División, competição masculina entre clubes equivalente à segunda divisão profissional do futebol uruguaio e 119.ª edição no somatório geral da segunda divisão do Campeonato Uruguaio de Futebol.
O torneio é organizado e dirigido pela Associação Uruguaia de Futebol (AUF) e concede três vagas para a primeira divisão de 2024. Começou em 4 de março e tem término previsto para dezembro de 2023.

## Visão geral
| Nome oficial do campeonato | Campeonato Uruguayo de Segunda División 2023 |
| Organizadora               | Associação Uruguaia de Futebol (AUF)         |
| Patrocinador               | —                                            |
| Datas                      | 4 de março — dezembro de 2023                |

## Torneo Competencia

### Grupo A doTorneo Competencia
| Pos. | Equipes              | Pts. | J | V | E | D | GP | GC | SG |
| ---- | -------------------- | ---- | - | - | - | - | -- | -- | -- |
| 1    | Progreso             | 14   | 6 | 4 | 2 | 0 | 11 | 2  | 9  |
| 2    | Rampla Juniors       | 13   | 6 | 4 | 1 | 1 | 10 | 6  | 4  |
| 3    | Oriental de La Paz   | 10   | 6 | 3 | 1 | 2 | 8  | 4  | 4  |
| 4    | Albion               | 7    | 6 | 2 | 1 | 3 | 8  | 12 | −4 |
| 5    | Sud América          | 6    | 6 | 2 | 0 | 4 | 7  | 10 | −3 |
| 6    | Uruguay Montevideo   | 6    | 6 | 2 | 0 | 4 | 5  | 9  | −4 |
| 7    | Atenas de San Carlos | 4    | 6 | 1 | 1 | 4 | 3  | 9  | −6 |

|  | 0Classificado para a final do Torneo Competencia |

| Fonte: AUF (em castelhano) — Soccerway (em português) — Tenfield (em castelhano) |

### Grupo B doTorneo Competencia
| Pos. | Equipes          | Pts. | J | V | E | D | GP | GC | SG |
| ---- | ---------------- | ---- | - | - | - | - | -- | -- | -- |
| 1    | Juventud         | 13   | 6 | 4 | 1 | 1 | 9  | 2  | 7  |
| 2    | Miramar Misiones | 12   | 6 | 3 | 3 | 0 | 12 | 8  | 4  |
| 3    | Rentistas        | 11   | 6 | 3 | 2 | 1 | 7  | 3  | 4  |
| 4    | Bella Vista      | 7    | 6 | 2 | 1 | 3 | 7  | 8  | −1 |
| 5    | Potencia         | 5    | 6 | 1 | 2 | 3 | 8  | 12 | −4 |
| 6    | Cerrito          | 5    | 6 | 1 | 2 | 3 | 5  | 10 | −5 |
| 7    | Tacuarembó       | 4    | 6 | 1 | 1 | 4 | 8  | 13 | −5 |

|  | 0Classificado para a final do Torneo Competencia |

| Fonte: AUF (em castelhano) — Soccerway (em português) — Tenfield (em castelhano) |

### Final doTorneo Competencia
| 29 de abril de 2023 | Juventud          | 1 — 5 | Progreso | Montevidéu                           |  |
| 13:00               | - John Kleber 14' |       | - 11' Maximiliano Viera - 21' Rodrigo Mieres - 43' Franco Sebastián López - 76' Valentín Adamo - 84' Agustín Moreira | Estádio: Parque Alfredo Víctor Viera |  |

## Fase Regular
- Atualizado até 27 de outubro de 2023.

| Pos. | Equipes            | Pts. | J  | V  | E | D  | GP | GC | SG  |
| ---- | ------------------ | ---- | -- | -- | - | -- | -- | -- | --- |
| 1º   | Uruguay Montevideo | 43   | 19 | 13 | 4 | 2  | 35 | 12 | 23  |
| 2º   | Miramar Misiones   | 40   | 19 | 11 | 7 | 1  | 29 | 13 | 16  |
| 3º   | Progreso           | 34   | 19 | 10 | 4 | 5  | 33 | 28 | 5   |
| 4º   | Juventud           | 31   | 19 | 9  | 4 | 6  | 21 | 20 | 1   |
| 5º   | Albion             | 30   | 19 | 9  | 3 | 7  | 29 | 17 | 12  |
| 6º   | Oriental           | 30   | 19 | 9  | 3 | 7  | 25 | 25 | 0   |
| 7º   | Atenas             | 24   | 19 | 6  | 6 | 7  | 15 | 18 | -3  |
| 8º   | Cerrito            | 23   | 19 | 6  | 5 | 8  | 24 | 32 | -8  |
| 9º   | Rampla Juniors     | 22   | 19 | 5  | 7 | 7  | 18 | 21 | -3  |
| 10º  | Tacuarembó         | 22   | 19 | 6  | 4 | 9  | 24 | 30 | -6  |
| 11º  | Rentistas          | 21   | 19 | 5  | 6 | 8  | 20 | 21 | -1  |
| 12º  | Bella Vista        | 20   | 19 | 6  | 2 | 11 | 14 | 25 | -11 |
| 13º  | Sud América        | 14   | 19 | 3  | 5 | 11 | 14 | 24 | -10 |
| 14º  | Potencia           | 11   | 19 | 1  | 8 | 10 | 11 | 26 | -15 |

| Fonte: AUF (em castelhano) — Soccerway (em português) — Tenfield (em castelhano) |

## Classificação Anual
- Atualizado até 27 de outubro de 2023.

| Pos. | Equipes            | Pts. | J  | V  | E  | D  | GP | GC | SG  |
| ---- | ------------------ | ---- | -- | -- | -- | -- | -- | -- | --- |
| 1º   | Miramar Misiones   | 52   | 25 | 14 | 10 | 1  | 41 | 21 | 20  |
| 2º   | Uruguay Montevideo | 49   | 25 | 15 | 4  | 6  | 40 | 21 | 19  |
| 3º   | Progreso           | 48   | 25 | 14 | 6  | 5  | 44 | 30 | 14  |
| 4º   | Juventud           | 44   | 25 | 13 | 5  | 7  | 30 | 22 | 8   |
| 5º   | Oriental           | 40   | 25 | 12 | 4  | 9  | 33 | 29 | 4   |
| 6º   | Albion             | 37   | 25 | 11 | 4  | 10 | 37 | 29 | 8   |
| 7º   | Rampla Juniors     | 35   | 25 | 9  | 8  | 8  | 28 | 27 | 1   |
| 8º   | Rentistas          | 32   | 25 | 8  | 8  | 9  | 27 | 24 | 3   |
| 9º   | Atenas             | 28   | 25 | 7  | 7  | 11 | 18 | 27 | −9  |
| 10º  | Cerrito            | 28   | 25 | 7  | 7  | 11 | 29 | 42 | −13 |
| 11º  | Bella Vista        | 27   | 25 | 8  | 3  | 14 | 21 | 33 | −12 |
| 12º  | Tacuarembó         | 26   | 25 | 7  | 5  | 13 | 32 | 43 | −11 |
| 13º  | Sud América        | 20   | 25 | 5  | 5  | 15 | 21 | 34 | −13 |
| 14º  | Potencia           | 16   | 25 | 2  | 10 | 13 | 19 | 38 | −19 |

|  | 0Promovido para a primeira divisão de 2024                                       |
|  | 0Promovido para a primeira divisão de 2024                                       |
|  | 0Classificados para a repescagem pelo terceiro acesso à primeira divisão de 2024 |

| Fonte: AUF (em castelhano) — Soccerway (em português) — Tenfield (em castelhano) |

## Classificação por Média
- Atualizada com os jogos disputados em 3 de setembro de 2023.

| Pos. | Equipes              | Média | Pts. | J  | V  | E  | D  | GP | GC |
| ---- | -------------------- | ----- | ---- | -- | -- | -- | -- | -- | -- |
| 1    | Uruguay Montevideo   | 1,792 | 86   | 48 | 26 | 8  | 14 | 67 | 46 |
| 2    | Miramar Misiones     | 1,708 | 82   | 48 | 21 | 19 | 8  | 72 | 52 |
| 3    | Oriental de La Paz   | 1,571 | 33   | 21 | 10 | 3  | 8  | 28 | 23 |
| 4    | Progreso             | 1,500 | 72   | 48 | 19 | 15 | 14 | 59 | 50 |
| 5    | Juventud             | 1,354 | 65   | 48 | 17 | 14 | 17 | 43 | 45 |
| 6    | Rampla Juniors       | 1,313 | 63   | 48 | 17 | 12 | 19 | 55 | 54 |
| 7    | Albion               | 1,286 | 27   | 21 | 8  | 3  | 10 | 27 | 25 |
| 8    | Rentistas            | 1,286 | 27   | 21 | 7  | 6  | 8  | 23 | 22 |
| 9    | Tacuarembó           | 1,190 | 25   | 21 | 7  | 4  | 10 | 30 | 36 |
| 10   | Cerrito              | 1,143 | 24   | 21 | 6  | 6  | 9  | 22 | 30 |
| 11   | Atenas de San Carlos | 1,125 | 54   | 48 | 12 | 15 | 21 | 39 | 49 |
| 12   | Bella Vista          | 1,095 | 23   | 21 | 7  | 2  | 12 | 19 | 29 |
| 13   | Sud América          | 1,063 | 51   | 48 | 14 | 9  | 25 | 45 | 67 |
| 14   | Potencia             | 0,714 | 15   | 21 | 2  | 9  | 10 | 16 | 29 |

|  | 0Rebaixados para a terceira divisão de 2024 |

| Fonte: AUF (em castelhano) — Soccerway (em português) — Tenfield (em castelhano) |

## Repescagem pelo Terceiro Acesso

### Semifinal do Terceiro Acesso
| Chave | Equipe 1   | Agregado | Equipe 2   | Jogo 1 | Jogo 2 | Fonte |
| ----- | ---------- | -------- | ---------- | ------ | ------ | ----- |
| 1     | A definir0 | —        | 0A definir | —      | —      |       |
| 2     | A definir0 | —        | 0A definir | —      | —      |       |

|  | A definir | — | A definir |  |  |
|  |           |   |           |  |  |

|  | A definir | — | A definir |  |  |
|  |           |   |           |  |  |

|  | A definir | — | A definir |  |  |
|  |           |   |           |  |  |

|  | A definir | — | A definir |  |  |
|  |           |   |           |  |  |

### Final pelo Terceiro Acesso
| Chave | Equipe 1   | Agregado | Equipe 2   | Jogo 1 | Jogo 2 | Fonte |
| ----- | ---------- | -------- | ---------- | ------ | ------ | ----- |
| 1     | A definir0 | —        | 0A definir | —      | —      |       |

|  | A definir | — | A definir |  |  |
|  |           |   |           |  |  |

|  | A definir | — | A definir |  |  |
|  |           |   |           |  |  |

## Premiação
| Segunda División Profesional de 2023 Segunda Divisão do Campeonato Uruguaio de Futebol |
| -------------------------------------------------------------------------------------- |
| A definir Campeão (?° título da segunda divisão)                                       |